# Centaurea leptophylla
Centaurea leptophylla — вид квіткових рослин айстрових (Asteraceae). Ендемік пн.-сх. Туреччини.

## Середовище
Населяє скелясті схили.

## Морфологічна характеристика
Це багаторічник 20–30 см заввишки, шершавий, зелений. Листки жорсткі, 3-жилкові, сидячі, видовжено-лінійні, гострі, цілокраї, верхні подібні. Квіткові голови поодинокі, яйцюваті. Обгортка жовта. Квітки жовті. Період цвітіння: пізня весна, літо.